# 제2차 세계 대전 당시 폴란드의 저항운동
제2차 세계 대전 당시 폴란드의 저항운동은 폴란드 국내군을 선봉으로 벌어진 독일 점령 하의 유럽 지역 중 가장 큰 규모로 일어난 제2차 세계 대전의 저항운동이다. 저항운동은 독일과 소련의 폴란드 점령 지역 전체에서 발생했다. 폴란드 레지스탕스들은 동부 전선의 독일군 보급로를 파괴하고, 영국군에게 군사 정보를 제공했으며 연합국의 어떤 단체나 정부보다도 홀로코스트로부터 많은 유대인들을 구했다.

## 조직
폴란드 저항단체 중 가장 큰 규모의 단체는 폴란드 국내군 (AK)으로, 이들은 런던에 주재한 폴란드 망명 정부를 따르고 있었다. 폴란드 국내군은 1942년 무장전투를 위한 연합 (ZWZ)에서 출범했으며, 공산주의와 극우를 제외한 대부분의 폴란드 무장저항단체들을 병합했다. 이 단체는 폴란드 지하국가의 군대로써 활약했다.
폴란드의 지하 무장조직은 폴란드 국내군 외에도 정당이나 파벌에 따라 여러 개가 형성되었다.
- 소작농 대대는 좌파 인민당이 1940년부터 1941년 사이에 창설해 1942년부터 1943년까지 부분적으로 폴란드 국내군에 병합되었다.[4]
- WRN 인민보위대는 폴란드 사회주의당이 설립한 것으로 1940년 무장전투를 위한 연합에 참여해 곧 폴란드 국내군에 합쳐졌다.[5][6]
- 국가를 위한 연맹은 우익인 국가 급진주의 진영 팔랑가에 의해 1940년 창설되었다.[7] 이들 중 일부는 ZWZ에 1941년 합쳐졌고, 1943년 가을 폴란드 국내군에 합류했다.
- 국가무장단체는 국민당이 1939년 창립했으며, 대부분이 1942년 폴란드 국내군과 통합되었다.[8]
- 국군은 1943년 국가무장단체에 만족하지 못한 부대들이 폴란드 국내군에 복종하기를 거부하고 만든 단체이다.[8][9][10]
- 싸우는 폴란드를 위한 진영은 국가통일진영이 1942년경에 설립한 것으로, 1943년 폴란드 국내군에 통합됐다.[11]

폴란드 국내군에 거부하기로 했던 가장 큰 단체는 국군과 친소 공산주의 단체인 폴란드 인민군이었다. 인민군은 소련의 지원을 받았으며 폴란드 노동자당에 의해 설립되었다.

## 규모
1942년 2월 폴란드 국내군이 설립되었을 때, 국내군의 군인은 100,000명 정도였다. 1943년 초, 이들의 규모는 200,000명으로 늘어났고, 1944년 여름 템페스트 작전이 개시될 무렵에는 300,000명에서 500,000명에 이르는 것으로 육박했다. 규모가 두번째였던 소작농 대대는 1944년 여름 폴란드 국내군에 병합될 무렵, 160,000명이 참여하고 있었다. 세번째로 큰 단체는 국군으로 1943년부터 1944년까지 70,000명의 인원이 참여했다. 이들 중 극소수만이 폴란드 국내군에 합류했다. 폴란드 국내군과 절대 합류하지 않은 공산주의 단체 인민의 군대는 30,000명 정도였다. 1944년 여름 폴란드 국내군과 그 동맹단체, 그리고 국군은 650,000명의 병력을 보유하고 있었다는 추정도 있다.

## 같이 보기
- 폴란드 지하국가
- 저주받은 병사들
- 레스니 루치
- 제2차 세계 대전 당시 프랑스에서의 폴란드의 저항운동
- 제2차 세계 대전 당시 리투아니아의 저항운동
- 제2차 세계 대전의 저항운동
- 폴란드의 제2차 세계 대전 기여
- 총독부 (나치 독일)
- 저항운동
- 반파시즘
- 폴란드의 역사 (1939년-1945년)
- 오스트라 브라마 작전
- 폴란드 국내군과 V-1 및 V-2
- 나치 독일의 폴란드 점령지역
- 소련의 폴란드 점령지역
- 서구의 배신
- 파르티잔
- 브라티나 포모츠